# Green Bay and Western Railroad
 (janvier 2022).
Si vous disposez d'ouvrages ou d'articles de référence ou si vous connaissez des sites web de qualité traitant du thème abordé ici, merci de compléter l'article en donnant les références utiles à sa vérifiabilité et en les liant à la section « Notes et références ».

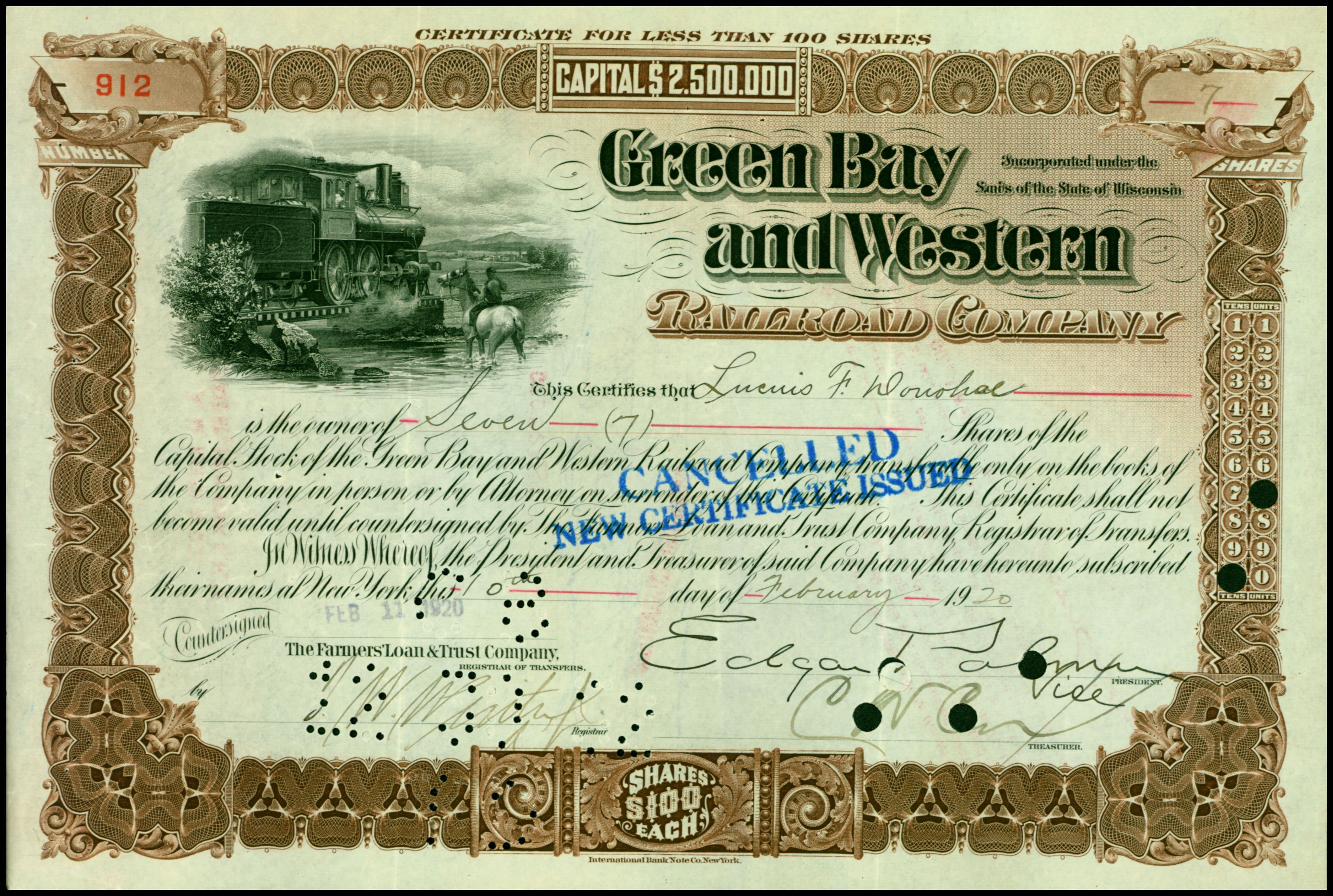
Action du Green Bay and Western Railroad Company en date du 10 fevrier 1920

Le Green Bay and Western Railroad (sigle AAR: GBW) fut un chemin de fer américain de classe I. Il servait de moyen de transport dans le nord du Wisconsin durant presque un siècle, avant qu'il ne se fît absorber par le Wisconsin Central Ltd. en 1993. Durant la plus grande partie de son histoire, il fut connu sous le nom de Green Bay Route.

## La mise en place du réseau
Le Green Bay and Lake Pepin Railroad, créé dans le Wisconsin en 1866, ouvrit en 1871 pour relier Green Bay à East Winona, mais fit banqueroute en 1873. Il fut ensuite contrôlé par le Green Bay, Winona and St Paul Railroad, qui disparut à son tour en 1896. Il fut alors réorganisé en Green Bay and Western Railroad cette même année.
Le 1er aout 1906, il prit le contrôle du Ahnapee and Western Railway. En 1929, il créa le Western Refrigerator Line Company (WRX) pour faire circuler une flotte de 500 wagons réfrigérés. Le  Ahnapee and Western Railway fut revendu le 31 mai 1947 à Vernon M. Bushman et à un groupe d'investisseurs privés.
Le  Kewaunee Green Bay and Western, créé en 1890 et dont le réseau allait vers le Lac Michigan à l'est, collabora de plus de 70 ans avec le Green Bay Route avant d'être fusionné par ce dernier en 1969.

## La fin de l'indépendance
En 1978, Itel Corporation acquit le GB&W. Le 19 décembre 1988, Itel acheta au Chicago and North Western Railway, le Fox River Valley (FRV) qui reliait Milwaukee et Green Bay.
Le 27 aout 1993, le Wisconsin Central Ltd., acheta le GB&W et le FRV qui furent fusionnés en une nouvelle filiale nommée Fox Valley and Western.
Le Wisconsin Central fut à son tour racheté par le Canadien National en 2001.